# Hemolízis
A hemolízis (hæmolysis) az a jelenség, amikor a vörösvértestek sejtmembránja megbomlik (lízis) és a sejt anyaga (citoplazma) a környező folyadékba kerül (például a vérplazmába).
Az egyik oka lehet a hemolizinek (sejtfalat lebontó enzimek) hatása, melyek baktériumok és gombák által termelt toxinok. Okozhatja extrém fizikai igénybevétel is. A hemolizinek hatására felnyíló sejtmembrán sejthalált eredményez.